# Christiane Legrand
Christiane Legrand (Aix-les-Bains, 21 augustus 1930 – Parijs, 1 november 2011) was een Franse sopraan en stemactrice.

## Biografie
Legrand kwam uit een muzikale familie. Haar vader Raymond Legrand was dirigent en componist; haar moeder was Marcelle Der Mikaëlian (zuster van dirigent Jacques Hélian), die in 1929 met Legrand sr. trouwde, en haar broer was de in 2019 overleden veelzijdige musicus Michel Legrand.  Zij studeerde vanaf haar vierde jaar piano en klassieke muziek. Jazz-criticus en componist André Hodeir ontdekte haar in 1957. Zij werd de leadzanger in de meest opvallende Franse jazzvocals van de jaren zestig, waaronder Les Double Six.
Legrand was in de originele bezetting van The Swingle Singers de eerste sopraan van de groep en was de vocaliste die de rol van Madame Emery deed in Les Parapluies de Cherbourg, waarvoor de muziek werd gecomponeerd door haar broer Michel Legrand. Ze zong ook het deel van Judith in zijn Les Demoiselles de Rochefort. Haar commerciële opnamen van muziek voor het concertgebouw bevatten een opname van Laborinthus II van Luciano Berio. 
Legrand verzorgde de Franse nasynchronisatie voor de titelrol van Disney's film Mary Poppins (1964) en leende haar talenten aan talloze andere filmprojecten. Ze was de kenmerkende sopraan in het nummer Fires (Which Burn Brightly) op het in 1973 uitgebrachte album van Procol Harum Grand Hotel.

## Discografie (selectie)
- 1960: N'attends pas
- 1961: Les Citrons De Tel- Aviv
- 1962: Un Poisson Dans L'Eau
- 1963: Jazz Sébastien Bach, (met The Swingle Singers)
- 1964: Going Baroque, (met The Swingle Singers)
- 1965: Swinging Mozart, (met The Swingle Singers)
- 1966: Swingling Telemann, (met The Swingle Singers)
- 1967: Sounds of Spain : Concerto d'Aranjuez, (met The Swingle Singers)
- 1968: Noëls sans passeport, (met The Swingle Singers)
- 1969: American Look, (met The Swingle Singers)
- 1972: Le Brésil De Christiane Legrand
- 1975: Mélodie Pour Toi Et Moi, thema uit de film van Dimitri Kollatos La Banquet

## Filmografie (selectie)
Zangeres van filmmuziek
- 1957: Une Parisienne
- 1958: Les Tripes au soleil
- 1960: Terrain vague
- 1964: Adieu Philippine
- 1967: Le Départ
- 1969: Maldonne
- 1971: Le Banquet
- 1973: Joë petit boum-boum
- 1983: Emmanuelle 4
- 1987: Les Saisons du plaisir

- Biblioteca Nacional de España: XX997413
- Bibliothèque nationale de France: cb13896495w (data)
- Gemeinsame Normdatei: 134442091
- International Standard Name Identifier: 0000 0000 5515 1149
- Library of Congress Control Number: no91022560
- Nationale Bibliotheek van Letland: 000109982
- MusicBrainz: 11b63054-e9b2-4950-b2de-a558fcca0984
- Nationale Bibliotheek van Israël: 987007432315305171
- Nederlandse Thesaurus van Auteursnamen: 073236691
- SNAC: w6cn74rz
- Système universitaire de documentation: 086925466
- Virtual International Authority File: 74038091
- WorldCat: E39PBJpPCRtqQ44gvtbGfQckjC